# دوویبانگ
دوویبانگ (به لاتین: Duwibong) یک کوه و قله در کره جنوبی است که در کره جنوبی واقع شده‌است. دوویبانگ ۱٬۴۶۵٫۹ متر بالاتر از سطح دریا واقع شده‌است.